# Rubus venosus
Rubus venosus är en rosväxtart som beskrevs av W. Maurer. Rubus venosus ingår i släktet rubusar, och familjen rosväxter. Inga underarter finns listade i Catalogue of Life.